# Elementares (ocultismo)
Elementares são no Ocultismo, herdando o antiquíssimo Animismo e Politeísmo, termo que designa os pretendidos “espíritos da natureza”. Deles se diz que possuiriam pouca inteligência, mas que teriam grande poder no seu elemento natural.
Ocasionalmente, no Espiritismo, emprega-se este termo também para designar uma Entidade ou Espírito de morto com baixa inteligência. Também pode designar, segundo alguns espíritas e outros ocultistas, um invólucro astral com que eles explicam  a Fantasmogênese e mesmo outros fenômenos parapsicológicos mais simples. Geralmente logo após a morte, este invólucro astral se desintegraria, embora permanecendo mais tempo nas entidades malvadas.

## Referência bibliográfica
- Oscar Gonzalez Quevedo. Os Espíritos e os Fenômenos Parafisicos.
- Oscar Gonzalez Quevedo. Feiticeiros, Bruxos e Possessos